# 신디 청

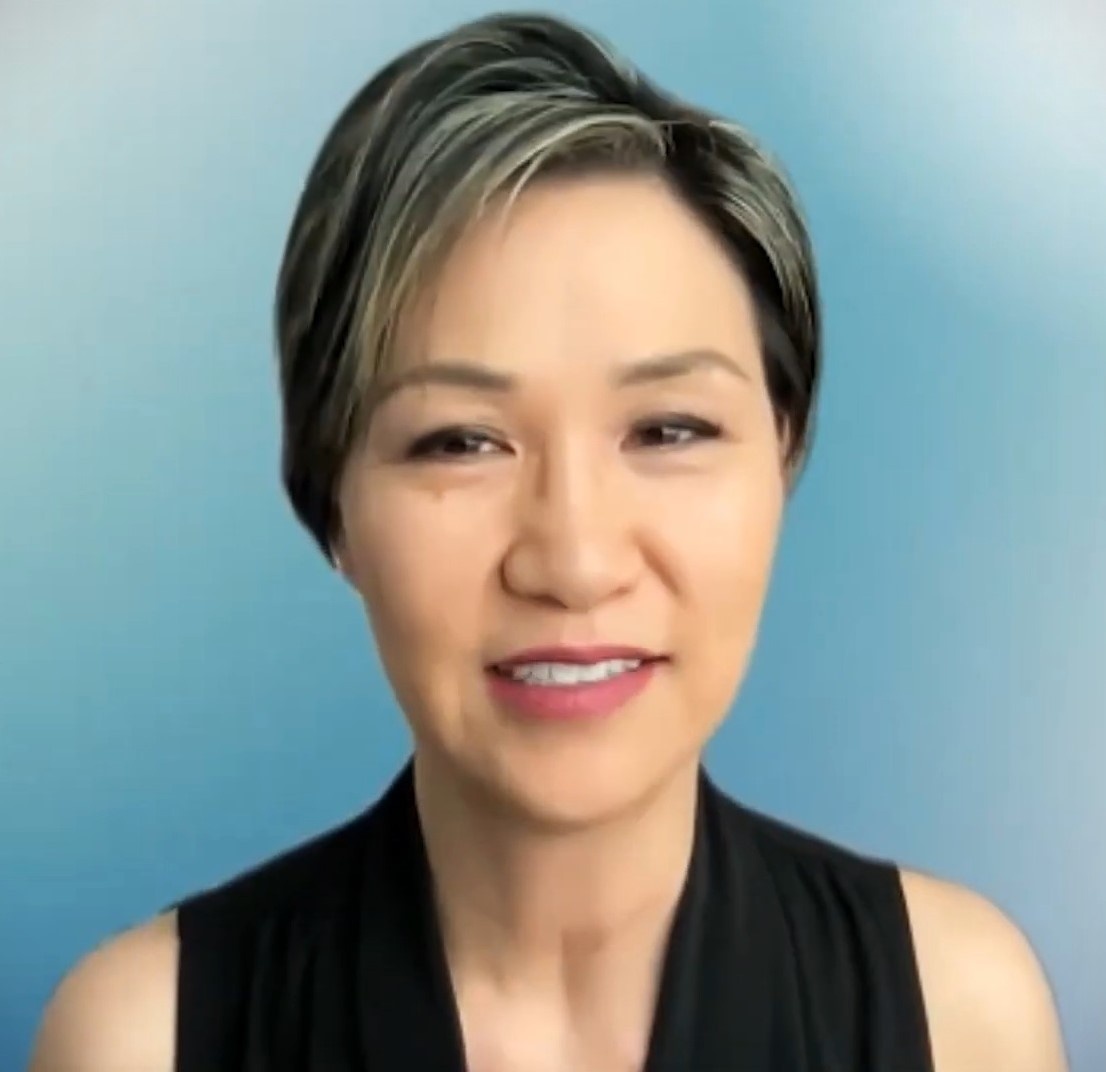

신디 청(Cindy Cheung, 1970년 1월 27일 ~ )은 미국의 배우이다.
캘리포니아주에서 태어났다.

## 출연 작품
- 더 스트레인지 원스 (2017년)
- 더 라이트 오브 더 문 (2017년)
- 울브스(영어판) (2016년)
- 미스트리스 아메리카 (2015년) - 캐런 역
- 오브비어스 차일드 (2014년) - 버너드 역
- Room #11 (2011) - 단편
- Children of Invention (2009) - 일레인 역
- 이스트 브로드웨이 (2006년)
- 레이디 인 더 워터 (2006년) - 영순 최 역
- 조니 제로 (2005년)
- 붉은 문 (2005년)
- 로봇 이야기 (2003년)

### 텔레비전
- 사인펠드 (1995)
- 섹스 앤 더 시티 (2004)
- 뉴욕 특수수사대 (2005-06)
- 프린지 (2008)
- 성범죄수사대: SVU (2008, 2016)
- 로앤오더 (2009)
- 원 라이프 투 리브 (2009)
- 화이트 칼라 (2010)
- 블루 블러드 (2013-18)
- 홈랜드 (2013)
- 간호사 재키 (2015)
- 디 어페어 (2015)
- 엘리멘트리 (2016)
- 마담 세크리터리 (2016)
- 하우스 오브 카드 (2016-17)
- 불 (2017)
- 루머의 루머의 루머 (2017-19)
- 굿 파이트 (2018)
- 뉴 암스테르담 (2018-20)
- FBI (2019-20)
- 빌리언스 (2020)